# Diplycosia aperta
Diplycosia aperta är en ljungväxtart som beskrevs av J. J. Smith. Diplycosia aperta ingår i släktet Diplycosia och familjen ljungväxter. Inga underarter finns listade i Catalogue of Life.